# 飯村真一
飯村 真一（いいむら しんいち、1965年11月11日 - ）は、テレビ朝日のエグゼクティブアナウンサー。

## 来歴
静岡県沼津市出身。沼津市立門池中学校、静岡県立御殿場南高等学校、明治大学法学部を卒業。
職務経歴
1989年、テレビ朝日に入社。『やじうまサタデー』の司会や『ニュースステーション』『600ステーション』『サタデージャングル・サンデージャングル』などのスポーツコーナー担当、プロ野球やプロボクシング、大相撲の実況アナウンサーなどを務めた。
1998年から報道局社会部で警視庁担当記者を兼任。
2002年7月1日より、『やじうまプラス』のメインキャスターを担当 （ - 2006年3月31日）。
2007年4月より、ニューヨーク支局勤務　（ - 2008年3月末）。
2011年4月より、『やじうまテレビ!』のコーナーを担当（ - 2013年9月）。
2013年10月より、『グッド!モーニング』の新聞コーナーを担当 （ - 2014年9月）
2014年10月より、『モーニングバード!』のリポーターを担当（ - 2015年9月）。
2015年10月より、『モーニングショー』のリポーターを担当（ - 2016年9月）。
2017年3月31日より、『グッド!モーニング』のANNニュースとサブキャスターを担当（ - 2022年4月1日）。
上述以外にも、単発番組への出演などあり。→#出演

## 逸話
- 1991年（放送月日不明、プロ野球シーズンの時期）､『ニュースステーション』のスポーツコーナーで「淡々と」を「あわあわと」と誤読していた。1991年12月26日放送の『ニュースステーション』スポーツコーナー年末特集でも放送されていた。
- 1996年3月笹崎ジム所属で日本ボクシングコミッションのプロボクサー新人C級テストを当時の年齢制限ギリギリ（30歳の誕生日前日までに申込）で受験し不合格。
- 『ニュースステーション』時代、“ダウンタウンの浜田雅功に似ている”と言われたことがあり、これがきっかけで1993年3月25日放送の『ニュースステーション』にダウンタウンの出演が実現した。浜田とは2006年末の特番『NEWS2006 ダウンタウンがニュースキャスターやりますSP』で再び共演している。
- 沼津市出身ということで、燦々ぬまづ大使第5期（1995年）に選ばれている。放送局アナウンサーが観光大使をした事例は、「燦々ぬまづ大使」では同期である平野啓子（当時NHK専属）と飯村だけである。

## 出演
報道・情報・ワイドショー番組
| 期間          | 期間      | 番組名                            | 役職                                            | 備考 |
| ------------- | --------- | --------------------------------- | ----------------------------------------------- | --- |
| 1990年10月    | 1992年9月 | やじうまワイド                    | スポーツコーナー担当                            | |
| 1990年10月    | 1991年3月 | 600ステーション                   | スポーツコーナー担当                            | |
| 1991年4月     | 1993年9月 | ニュースステーション              | スポーツコーナー担当                            | |
| 1995年10月    | 1997年9月 | サタデージャングル                | スポーツコーナー担当                            | |
| 1995年10月    | 1996年9月 | サンデージャングル                | スポーツコーナー担当                            | |
| 1997年4月     | 1998年3月 | やじうまサタデー                  | 総合司会                                        | |
| 1997年10月    | 1998年3月 | 検証ドキュメンタリー ザ・スクープ | スポーツキャスター                              | |
| 2000年4月     | 2002年6月 | スーパーモーニング                | コーナー担当                                    | |
| 2000年4月     | 2002年6月 | スーパーJチャンネル               | 平日コーナー『迷宮の扉』レポーター              | これ以前にも、当時のサブキャスターだった坪井直樹の夏季休暇時に代役で担当                                           |
| 2000年4月     | 2002年6月 | ANNニュースフレッシュ             | 週末担当キャスター                              | |
| 2000年4月     | 2002年6月 | ANNニュース                       | 週末昼枠での担当キャスター                      | 途中1年半は、日曜日の担当から外れている                                                                            |
| 2002年7月     | 2006年3月 | やじうまプラス                    | 平日総合司会                                    | |
| 2006年4月     | 2007年3月 | サタデースクランブル              | MC                                              | |
| 2008年4月     | 2009年9月 | やじうまプラス                    | 土曜版総合司会                                  | |
| 2010年4月     | 2010年9月 | やじうまプラス                    | 『ANNニュース』月・火曜日担当キャスター         | |
| 2010年10月    | 2011年3月 | やじうまテレビ!                   | 『ANNニュース』担当キャスター                   | いずれも平日にて出演                                                                                               |
| 2011年4月     | 2013年9月 | やじうまテレビ!                   | 『朝刊チェック』担当                            | いずれも平日にて出演                                                                                               |
| 2013年10月    | 2014年9月 | グッド!モーニング                 | ニューススタジオ担当                            | |
| 2014年10月    | 2015年9月 | モーニングバード!                 | リポーター                                      | |
| 2015年10月    | 2016年9月 | 羽鳥慎一モーニングショー          | リポーター                                      | |
| 2017年3月31日 | 2022年3月 | グッド!モーニング                 | ニューススタジオ兼『ANNニュース』担当キャスター | 2020年4月8日から同年6月24日までの間は、新型コロナウイルス感染症対策による2班体制に伴い、木・金曜日の出演を見合わせ |
| 2023年7月23日 | 現在      | 日曜スクープ（BS朝日）            | メインキャスター                                | |

バラエティ・スポーツ関連番組・ドラマなど
- スポーツ中継
- エキサイトボクシング
- 特命係長 只野仁 - ジャパンテレビアナウンサー飯村真一役（2003年7月 - ）
- 富豪刑事 - 第2シリーズ第8話「富豪刑事の社交倶楽部」ニュースキャスター役
- 外科医 須磨久善 - アナウンサー役（2010年9月5日）
- 徹子の部屋（解説放送ナレーター、2023年4月3日 - ）
- ニッポンめしあがれ（『午後もじゅん散歩』内、ナレーター、2023年4月7日 - ）

## 同期アナウンサー
- 田中滋実（退社）
- 篠田潤子（退社）